# カメムシ科
カメムシ科（Pentatomidae）は、カメムシ目カメムシ亜目の科である。カメムシ亜目では最大の科であり、900属4700種が属す。

## 日本産の主な種
日本産の主な種は以下の通り。
- チャバネアオカメムシ Plautia stali 10-12mm 全国
- フタテンカメムシ Laprius gastricus 11-16mm 本州、四国、九州
- イネクロカメムシ Scotinophara lurida 8-10mm 本州、四国、九州、南西諸島
- ヒメクロカメムシ Scotinophara scotti 6-7mm 本州、四国、九州、南西諸島
- オオクロカメムシ Scotinophara horvathi 8-10mm 本州、四国、九州
- シロヘリカメムシ Aenaria lewisi 10-15mm 北海道、本州、四国、九州
- イネカメムシ Niphe elongatus 12-13mm 本州、四国、九州、南西諸島
- ウズラカメムシ Aelia fieberi 8-10mm 北海道、本州、四国、九州
- シラホシカメムシ Eysarcoris ventralis 5-7mm 本州、四国、九州、南西諸島
- ムラサキシラホシカメムシ Eysarcoris annnamita 5-6mm 本州、四国、九州
- トゲシラホシカメムシ Eysarcoris aeneus 5-7mm 本州、四国、九州
- クサギカメムシ Halyomorpha halys 13-18mm 全国
- キマダラカメムシ Erthesina Fullo 20-23mm 本州、九州、南西諸島？
- ムラサキカメムシ Carpocoris purpureipennis 12-15m 北海道、本州（中部以北）
- ブチヒゲカメムシ Dolycoris baccarum 13-18mm 北海道、本州、四国、九州
- スコットカメムシ Menida disjecta 8-11mm 北海道、本州
- ツマジロカメムシ Menida violacea 8-10mm 北海道、本州、四国、九州
- ナカボシカメムシ Menida musiva 8-9mm　北海道、本州、四国、九州
- アオクサカメムシ Nezara antennata 12-16mm 全国
- ミナミアオカメムシ Nezara viridula 12-16mm　本州、四国、九州、南西諸島
- イチモンジカメムシ Piezodorus hybneri 9-11mm　本州、四国、九州、南西諸島
- ツヤアオカメムシ Glaucias subpunctatus 14-17mm　本州、四国、九州、南西諸島
- エゾアオカメムシ Plalomena angulosa 12-16mm　北海道、本州、四国、九州
- ツノアオカメムシ Pentatoma japonica 17-24mm　北海道、本州、四国、九州
- アカスジカメムシ Graphosoma rubrolineatum 9-12mm 　全国
- アヤナミカメムシ Agonoscelis femoralis 8-12mm　本州、四国、九州、南西諸島
- ヒメナガメ Eurydema dominulus 6-9mm　本州、四国、九州、南西諸島
- ナガメ Eurydema rugosa 7-10mm　北海道、本州、四国、九州
- トゲカメムシ Carbula abbreviate 7-12mm　本州、北海道、四国、九州
- ウシカメムシ Alcinorcoris japonensis 8-9mm　本州、四国、九州、南西諸島
- アカカメムシ Pentatoma rufipes 12-18mm　北海道、本州、四国、九州
- トホシカメムシ Lelia decempunctata 16-23mｍ　北海道、本州、四国、九州
- クチブトカメムシ Picronerus lewisi 11-16mm　北海道、本州、四国、九州
- オオクチブトカメムシ Picromerus bibens 14-17mm　北海道、本州
- アカアシクチブトカメムシ Pintheaus sanguinipes 13-18mm 本州、四国、九州
- チャイロクチブトカメムシ Arma custos 11-14mm　本州、四国、九州
- ルリクチブトカメムシ Zicrona caerulea 6-8mm 全国
- シロヘリクチブトカメムシ Andrallus spinidens 12-16mm 本州、四国、九州、南西諸島
- エゾイロカメムシ Gonopsis affinis 14-19mm 全国